# Lago Icalma

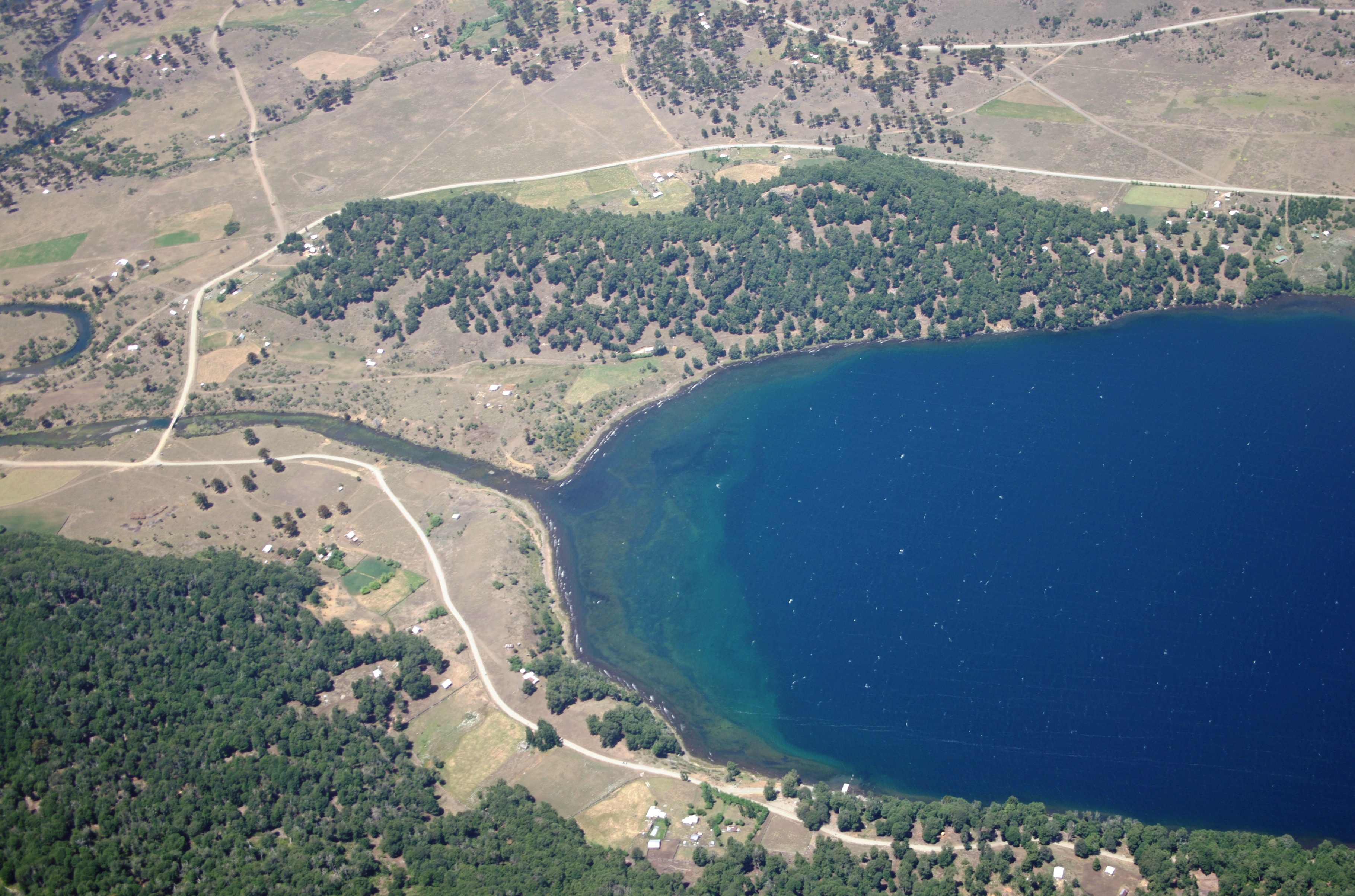
La salida del lago Icalma, una de las dos fuentes del río Biobío.

El lago Icalma es un cuerpo de agua superficial de origen glaciar situado en los Andes de la Región de la Araucanía de Chile. 

## Hidrología
El lago Icalma está conectado a la laguna Chica de Icalma por un corto arroyo de unos 300 metros de largo. Los dos lagos juntos tienen una superficie de 11,7 kilómetros cuadrados. El lago de Icalma drena hacia el noreste por medio de un río de 10 kilómetros de largo llamado Rukanuco. El lago Icalma y el cercano lago Galletué son las fuentes del río Bio Bio. 

## Historia
Luis Risopatrón lo describe en su Diccionario Jeográfico de Chile (1924):: 419 
Icalma (Laguna de). De unos 10 km² de superficie, se encuentra a 1143 m de altitud, a corta distancia al S de la de Galletué, al pié E del cordón de cerrosque se levantan en el origen del río Allipen; desagua por el NE por el río Rucanuco a la márjen Sdel curso superior del río Biobío. (A veces Ycalma).

## Población, economía y ecología
Una aldea en la orilla sur del lago también se llama Icalma. A unos 3 kilómetros del caserío se encuentra el paso de Icalma, a 1.307 metros de altura y en la frontera con Argentina. El paso está atravesado por una carretera no pavimentada en Chile en 2017 y a veces intransitable durante el invierno del hemisferio sur debido a las fuertes nevadas. El aeropuerto de Icalma se encuentra a 9 kilómetros al noreste del caserío. 
La especie más abundante de peces en el lago es la trucha marrón. El lago también tiene una población de trucha arco iris. Ninguna de las dos especies es nativa de Chile.
El lago y el pueblo están en la ecorregión de la Selva Templada Valdiviana. El árbol de araucaria (Araucaria araucana), llamado localmente "pehuen", es la más distintiva de las especies de árboles del bosque.

### Clima
Bajo la clasificación climática de Köppen, Icalma tiene un clima oceánico, designado Csb. Bajo la clasificación climática de Trewartha el clima es Crlk: veranos suaves, inviernos frescos y húmedos. 
| Parámetros climáticos promedio de Icalma | Parámetros climáticos promedio de Icalma | Parámetros climáticos promedio de Icalma | Parámetros climáticos promedio de Icalma | Parámetros climáticos promedio de Icalma | Parámetros climáticos promedio de Icalma | Parámetros climáticos promedio de Icalma | Parámetros climáticos promedio de Icalma | Parámetros climáticos promedio de Icalma | Parámetros climáticos promedio de Icalma | Parámetros climáticos promedio de Icalma | Parámetros climáticos promedio de Icalma | Parámetros climáticos promedio de Icalma | Parámetros climáticos promedio de Icalma |
| Mes                                      | Ene.                                     | Feb.                                     | Mar.                                     | Abr.                                     | May.                                     | Jun.                                     | Jul.                                     | Ago.                                     | Sep.                                     | Oct.                                     | Nov.                                     | Dic.                                     | Anual                                    |
| ---------------------------------------- | ---------------------------------------- | ---------------------------------------- | ---------------------------------------- | ---------------------------------------- | ---------------------------------------- | ---------------------------------------- | ---------------------------------------- | ---------------------------------------- | ---------------------------------------- | ---------------------------------------- | ---------------------------------------- | ---------------------------------------- | ---------------------------------------- |
| Temp. máx. media (°C)                    | 24.3                                     | 23.9                                     | 21.3                                     | 16.9                                     | 11.4                                     | 6.7                                      | 6.6                                      | 8.7                                      | 12.5                                     | 16.6                                     | 19.5                                     | 21.8                                     | 16.0                                     |
| Temp. media (°C)                         | 14.6                                     | 14.1                                     | 12.0                                     | 8.6                                      | 5.7                                      | 3.6                                      | 3.8                                      | 4.5                                      | 6.1                                      | 8.5                                      | 11.0                                     | 13.0                                     | 8.8                                      |
| Temp. mín. media (°C)                    | 5.0                                      | 4.3                                      | 2.8                                      | 0.4                                      | 0.1                                      | 0.4                                      | 1.0                                      | 0.4                                      | -0.2                                     | 0.5                                      | 2.5                                      | 4.3                                      | 1.6                                      |
| Precipitación total (mm)                 | 28                                       | 34                                       | 64                                       | 87                                       | 200                                      | 231                                      | 218                                      | 162                                      | 99                                       | 56                                       | 61                                       | 44                                       | 1284                                     |
| Fuente:                                  |                                          |                                          |                                          |                                          |                                          |                                          |                                          |                                          |                                          |                                          |                                          |                                          |                                          |